# Springfield, Delaware County, Pennsylvania
Springfield är en kommun (township) i Delaware County i delstaten Pennsylvania, USA.